# Bandera de l'orgull bisexual

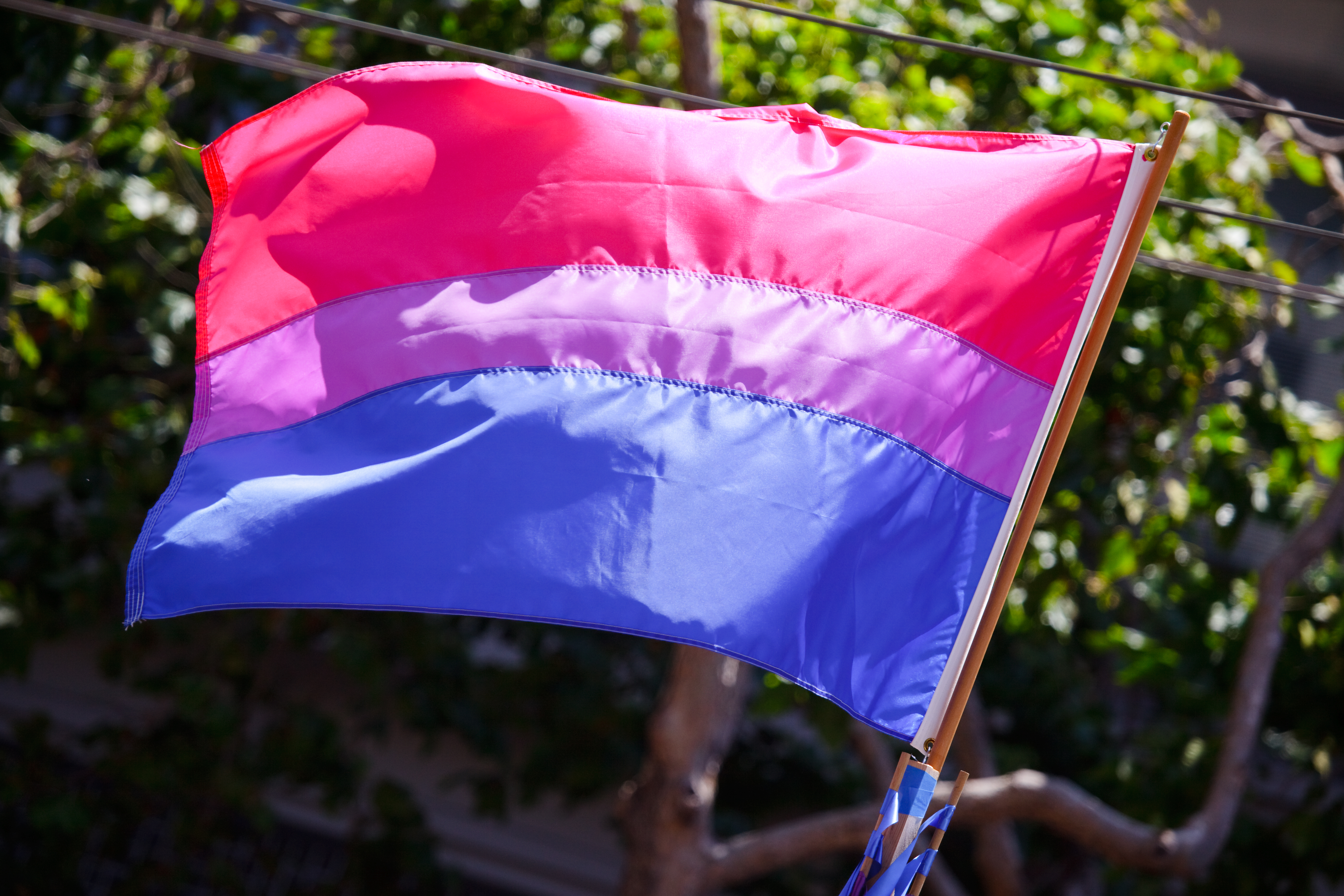
Bandera de l'orgull bisexual

La Bandera de l'orgull bisexual fou dissenyada per Michael Page al 1998 per tal de donar un símbol propi a la comunitat bisexual comparable (tot i que a una altra escala) a la bandera LGTBI. Volia augmentar la visibilitat de les persones bisexuals, tant pel que fa a la societat en general com per a la comunitat LGTBI.
La primera bandera de l'orgull bisexual fou mostrada a la festa del primer aniversari del BiCafe dia 5 de desembre de 1998, després que Page s'inspirés en BiNet USA per al seu treball.

Biangles

Page agafà els colors d'un símbol ja existent i li va donar el seu propi toc, explicant que:
| « | Per a dissenyar la bandera de l'orgull Bi, he seleccionat els colors i superposició del símbol dels "biangles". | » |

Els biangles, o triangles de la bisexualitat, són un altre símbol de la comunitat bisexual d'origen desconegut. Un altre és la lluna creixent, que evita de manera deliberada la imatgeria del triangle rosa.
Page descriu el significat dels colors rosa, lavanda, i blau (proporció 2∶1∶2) de la bandera: «El color rosa representa l'atracció sexual entre persones del mateix sexe (gais i lesbianes). El blau representa l'atracció sexual únicament cap al sexe oposat (heterosexuals) i el solapament resultant d'ambdós colors representa l'atracció sexual cap ambdós sexes (bisexuals).»
Page descriu el significat de la bandera en termes més profunds, declarant que «La clau per a entendre el simbolisme de la bandera és saber que els píxels porpra són una mescla indiscernible de rosa i blau, com en el "món real", on hi ha persones bisexuals mesclades de manera indiscernible en comunitats gais, lesbianes i heterosexuals.»
Els colors de les ratlles i la seva amplada, de dalt a baix, és rosa (40%), porpra (20%), i blau (40%). Els colors exactes donats pel dissenyador són: PMS 226, 258, i 286. Els seus valors d'HTML aproximats són #D60270, #9B4F96, #0038A8; els seus valors de RGB aproximats són (214,2,112), (155,79,150), i (0,56,168), respectivament. No està patentant ni registrat de cap manera.